# Hossein Jafarian
Hossein Jafarian (en persan : حسین جعفریان), né le 25 mars 1944 à Téhéran, est un directeur de la photographie iranien.

## Biographie
- Formation : Iran Broadcasting University (en)

## Filmographie

### Comme directeur de la photographie
- 1976 : Che por-setare bood shabam
- 1985 : Tatooreh
- 1986 : Pedarbozorg
- 1988 : Shakhe-haye bid
- 1990 : Zaman-e az dast rafteh
- 1990 : Naghsh-e eshgh
- 1992 : Mojassameh
- 1992 : Khosoof
- 1992 : Nargess
- 1994 : Zire darakhatan zeyton
- 1997 : Hotel carton
- 1998 : Eshgh bedoone marz
- 1998 : Banoo-Ye Ordibehesht
- 1999 : Nasl-e sookhte
- 1999 : Do zan
- 2001 : Shabe Yalda
- 2001 : Khakestari
- 2001 : Zir-e poost-e shahr
- 2001 : The Scent of Harvest
- 2002 : Senobar
- 2003 : Jayi baraye zendegi
- 2003 : Talaye sorkh
- 2004 : Sham'i dar baad
- 2005 : Yek shab
- 2006 : On a Friday Afternoon (Asr e-Jome)
- 2006 : Chaharshanbe-soori
- 2006 : Chand rooz ba'd...
- 2007 : Ghofl-saz
- 2009 : À propos d'Elly (Darbareye Elly)
- 2010 : Haft Daghigheh ta Paeez
- 2011 : Tala va mes
- 2012 : Kissing the Moon-Like Face
- 2014 : Che de Ebrahim Hatamikia
- 2014 : Hussein Who Said No (Rastakhiz: Rooze Rastakhiz)
- 2016 : Le Client (Forushande)
- 2016 : Emtehan Nahaee
- 2017 : Aba jan
- 2017 : Sara and Ayda